# 城巴795線
城巴795線是香港一條新界巴士路線，由城巴有限公司營辦，於2022年12月11日起投入服務，來往將軍澳工業邨及長沙灣（海達），途經日出康城後，取道將藍公路直達麗港城，然後經觀塘繞道、啟德隧道、東九龍走廊前往油麻地、旺角，最後經西九龍走廊往返美孚及長沙灣商貿區，只於星期一至五（公眾假期除外）繁忙時間提供服務，全程收費為$14.0。

## 歷史
因應將軍澳－藍田隧道及將軍澳跨灣連接路於2022年末通車，運輸署於同年11月發表《配合將軍澳－藍田隧道及將軍澳跨灣連接路通車專營巴士服務安排》，建議新巴開辦795線，來往將軍澳工業邨及海達邨（深旺道），在日出康城於康城站公共運輸交匯處掉頭後，經將軍澳－藍田隧道及茶果嶺道、觀塘繞道、啟德隧道、東九龍走廊前往油麻地、旺角，最後經西九龍走廊往返美孚及長沙灣商貿區，於星期一至五早上及傍晚分別提供前往長沙灣及將軍澳方向的服務，並在相關道路通車後首個工作日投入服務。隨着將軍澳－藍田隧道及將軍澳跨灣連接路於2022年12月11日通車，795線亦於同月12日投入服務。
2023年4月23日起，795線於長沙灣端之總站遷往海達公共運輸交匯處，以配合該總站啟用，同年7月1日起，因應城巴新巴專營權合併，此路線改由城巴經營。2024年1月2日起，795線往長沙灣方向增停茶果嶺道「茶果嶺道」站。
因應此路線服務範圍和途經將軍澳隧道的城巴795P線大幅重疊，運輸署和城巴於《2024－2025年度巴士路線計劃》中，建議停辦795P線，由此路線新增07:30由將軍澳工業邨開出及17:50由長沙灣開出之班次（即795P線原有班次）取代。相關建議於2024年11月4日起實施。

## 服務時間及班次
795線每個方向於星期一至五繁忙時間在固定時間開出兩班常規班次，星期六、日及公眾假期不設服務，列表如下：
| 將軍澳工業邨開 | 長沙灣（海達）開 |
| -------------- | ---------------- |
| 07:30          | 17:50            |
| 07:50          | 18:05            |
| 08:10          | 18:20            |

## 收費
795線全程收費均為$14.6，並設12歲以下小童及65歲或以上長者半價優惠。60歲－64歲香港居民、65歲或以上長者與合資格殘疾人士如以指定八達通繳付兩線的車資，可享有長者及合資格殘疾人士公共交通票價優惠計劃提供的$2票價優惠。乘客登車時需以現金或八達通卡繳付車資，不設找贖；而每位成人乘客可免費帶同最多兩名四歲以下而且不佔座位的兒童乘車。此外，乘客亦可使用指定電子支付工具繳付車資，使用此支付方式的乘客可享有與其他城巴獨營路線或聯營線城巴班次之轉乘優惠，惟不適用於與非城巴路線之轉乘優惠，乘客亦不能享有「公共交通費用補貼計劃」及「長者及合資格殘疾人士公共交通票價優惠計劃」。
795線沿途單向分段收費如下：
| 上車地點＼落車地點 | 長沙灣（海達） | 將軍澳工業邨 |
| ------------------ | -------------- | ------------ |
| 拔萃女書院         | $8.1           | 不適用       |
| 旺角維景酒店起     | 不適用         | $13.3        |
| 勞資審裁處起       | $10.7          |              |
| 日出康城晉海起     | $8.5           |              |

## 行車路線

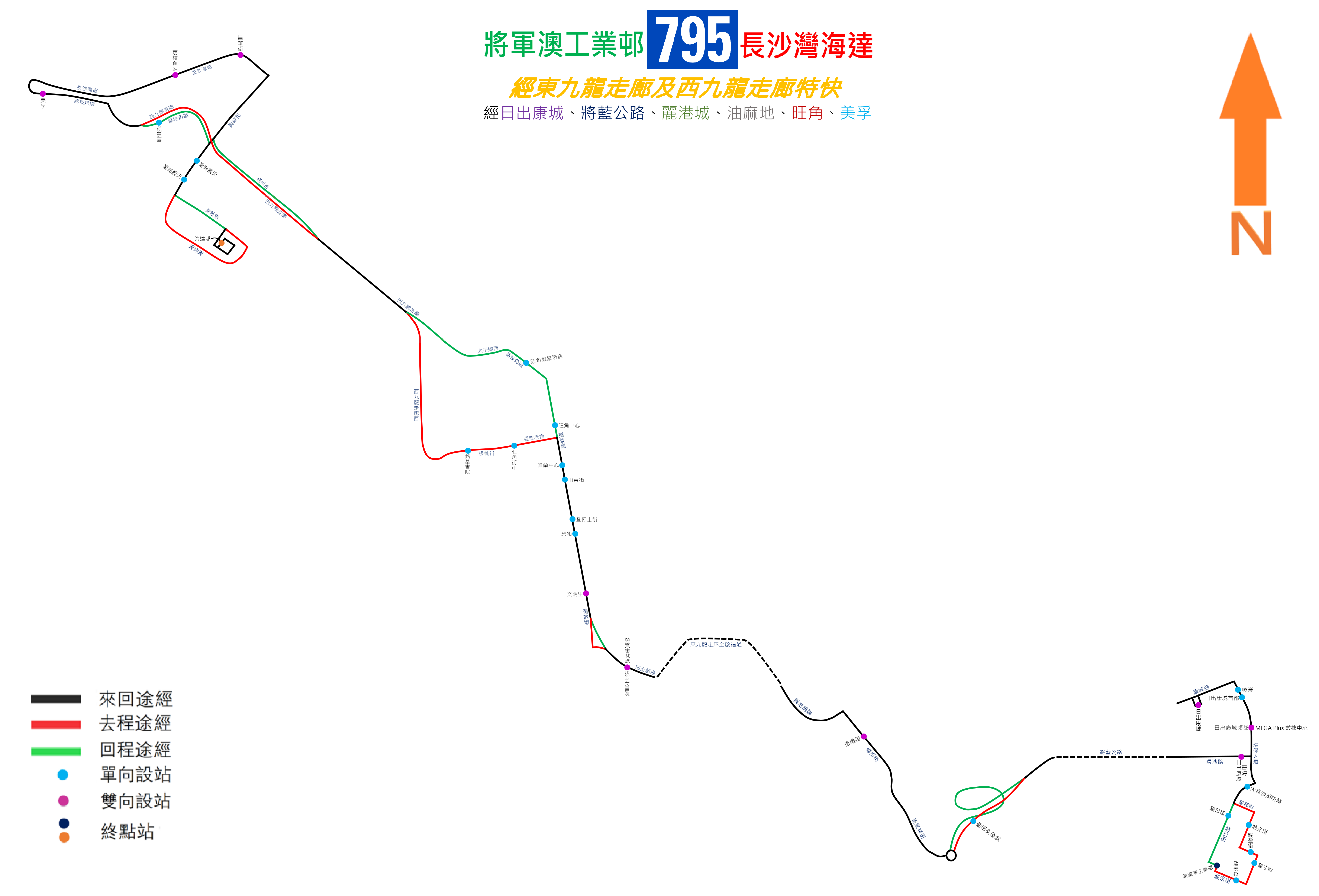
795線的走線圖

795線由將軍澳工業邨開出之班次途經駿宏街、駿才街、駿盈街、駿光街、駿昌街、駿日街、環保大道（北行）、康城路、康城站公共運輸交匯處、康城路、環保大道（南行）、環澳路、將藍公路、藍田交匯處、茶果嶺道、偉業街、觀塘繞道、啟福道、啟德隧道、東九龍走廊、漆咸道北、漆咸道南、加士居道、彌敦道、亞皆老街、櫻桃街、西九龍走廊、荔枝角道、長沙灣道、興華街、興華街西、連翔道、東京街西、深旺道及海達街前往長沙灣（海達）；由長沙灣（海達）開出之班次途經海達街、深旺道、興華街西、通州街、荔枝角道、長沙灣道、興華街、通州街、西九龍走廊、太子道西、荔枝角道、彌敦道、加士居道、漆咸道南、漆咸道北、東九龍走廊、啟德隧道、啟福道、觀塘繞道、偉業街、藍田交匯處、將藍公路、環澳路、環保大道（北行）、康城路、康城站公共運輸交匯處、康城路、環保大道（南行）及駿日街前往將軍澳工業邨，具體停站請參考資訊框。